# Groepswerk
Groepswerk is een methode die onder meer wordt toegepast in het sociaal werk in het kader van de maatschappelijk werk, het vormingswerk, het sociaal cultureel werk en het opbouwwerk. Bij deze methode wordt gebruikgemaakt van de ervaringen van de individuele groepsleden of van hun onderlinge relaties om vooraf gestelde doelen te kunnen bereiken.

## Geschiedenis in Nederland
Het groepswerk werd in Nederland na de Tweede Wereldoorlog als methode binnen het sociaal werk geïntroduceerd op basis van de ervaringen met deze werkvorm in de Verenigde Staten. In 1974 verscheen de eerste vertaalde studie over het groepswerk van de Amerikaanse hoogleraar Gisela Konopka. Haar boek "Social group work" werd in Nederland als Groepswerk in de periode 1964 tot 1974 zes maal gedrukt. Het groepswerk (ook wel maatschappelijk groepswerk) werd in die tijd gezien als een van de methoden binnen het sociaal werk, dat wel een breder gebied omvat dan uitsluitend de hulpverlening. Zo werden in dezelfde periode ook het social casework (een methode voor het maatschappelijk werk) en de community organization (een methode in het maatschappelijk opbouwwerk) in Nederland geïntroduceerd door respectievelijk Marie Kamphuis en Jo Boer. Net als het groepswerk waren ook deze, voor die tijd nieuwe methoden, afkomstig uit de Verenigde Staten.

## Doelen van het groepswerk
In het maatschappelijk werk wordt groepswerk toegepast om deelnemers te laten leren van elkaars ervaringen. In de sociaal-pedagogische hulpverlening is de focus van het groepswerk meer gericht om de deelnemers  beter te laten functioneren in de groep waartoe zij behoren. Het vormingswerk richt zich vooral op de educatie van de groepsleden. Het opbouwwerk gebruikt het groepswerk bij het realiseren van gemeenschappelijke doelstellingen, zoals buurt- of wijkverbetering.

## Andere toepassingen
Overigens wordt ook buiten het sociaal werk gebruikgemaakt van groepswerk, onder meer bij coaching, teambuilding en projectmanagement. Hierbij gaat het vooral om het vergroten van de prestaties van de desbetreffende groepen. Aanvankelijk ging het in het groepswerk vooral  om de ervaring en de beleving van de deelnemers, sinds het einde van de 20e eeuw ligt het accent vooral op het behalen van resultaten en staan de taken van de groep centraal.
In het onderwijs wordt de methode gebruikt binnen vormen van samenwerkend leren zoals project- of probleemgericht onderwijs.
In de geestelijke gezondheidszorg wordt groepswerk gebruikt in de psychotherapie om via deze weg cliënten zicht te geven op hun persoonlijk functioneren in relatie tot anderen.